# Separador de millares
El separador de millares es un espacio en blanco, punto o coma situado entre los dígitos de un número que tiene como función facilitar su lectura, agrupando las cifras de tres en tres.

## Normativa internacional para la escritura de números
De acuerdo con las directrices del Sistema Internacional de Unidades, de obligado cumplimiento en los países donde es el único legal, la escritura de los números se hará con sujeción, entre otras, a las siguientes normas:
- No debe ponerse ningún otro signo distinto al separador decimal entre las cifras pero, para facilitar la lectura de números grandes, pueden agruparse las cifras de tres en tres a partir de la coma o punto decimal, separándolas con un espacio fino, tanto en la parte entera como en la fraccionaria. No debe usarse ni punto ni coma como separador de millares.

Ejemplo:    123 456 789,987 546
- Sin embargo, cuando tan sólo hay cuatro dígitos, tanto delante como detrás del signo decimal, se acostumbra no aislar un dígito.

Ejemplo:   1234,5678
De optarse por el espacio, la norma ISO/IEC 80000-1:2009 establece que ha de hacerse tanto en la parte entera como en la decimal (sec. 7.3.1).
Ejemplo:   1 234,567 8 (y no 1 234,5678 ni 1234,567 8)

## Uso en lenguajes de programación
En el mundo de los lenguajes de programación no existe un convenio común. Cada lenguaje usa un convenio distinto.
Así, algunos lenguajes de programación, para facilitar la construcción de compiladores el convenio es usar el carácter de subrayado ("_") para agrupar dígitos. Entre los lenguajes que usan este convenio podemos encontrar los siguientes: Ada, C++, Java, Julia, Pascal, Python y Ruby.
Otros lenguajes permiten usar el espacio en blanco (" ") para agrupar dígitos. Entre los lenguajes que permiten este segundo convenio están Algol 68 y AWK.
Otros, como C++, utilizan un apóstrofo (" ' ").
Y finalmente otros no utilizan ninguno
```
-- Ejemplo en Ada

procedure
 
Main
 
is

   
pi
     
:
 
constant
 
Float
 
:=
 
3.141_592_653_589
;

   
billon
 
:
 
constant
 
u64
   
:=
 
1_000_000_000_000
;

begin

   
Put
 
(
Item
 
=>
 
pi
,
 
Exp
 
=>
 
0
,
 
Aft
 
=>
 
7
);

   
New_Line
;

   
Put_Line
 
(
"Un billón = "
 
&
 
billon
'
Image
);

end
 
Main
;

```

```
comment Ejemplo en Algol comment
BEGIN
    REAL pi = 3.141 592 653;
    INT  billon = 1 234 567;
    print( ( whole( billon, 0 ), "  ", fixed( pi, - 14, 11 ), newline ) )
END

```

```
// Ejemplo en C++

int
 
main
()

{

    
float
 
pi
 
=
 
3.141'592'653
;

    
long
 
long
 
int
 
billon
 
=
 
1'000'000'000'000
;

    
std
::
cout
 
<<
 
"Pi = "
 
<<
 
pi
 
<<
 
endl
;

    
std
::
cout
 
<<
 
"Un billón = "
 
<<
 
billon
 
<<
 
endl
;

    
return
 
0
;

}

```

## Uso financiero
En el caso de que el número se refiera a una cantidad monetaria, la costumbre anterior a la normativa actual, principalmente por motivos de seguridad ante falsificaciones y fraudes, seguía el siguiente esquema:
El símbolo empleado para el separador de millares depende del utilizado para separar la parte entera de la parte decimal, de forma que no se confundan los símbolos. Por ejemplo, los países que utilizan la coma decimal emplean un punto como separador de millares, mientras que los países que utilizan el punto decimal emplean una coma como separador de millares. 
Ejemplo: «doce millones trescientos mil euros» se escribe 12,300,000.00 EUR o 12.300.000,00 EUR.

## Otras culturas
La separación de cifras en grupos de 3 se debe a que en la cultura occidental predomina la utilización de las potencias de mil (103): millón (106), mil millones (109), billón (1012), etc, aunque las maneras de llamarlos tienen pequeñas variaciones llamadas escala corta y escala larga. Sin embargo, esto no es así en otros países y culturas.
En India se emplean dos números provenientes de un sistema tradicional de numeración: el lakh (cien mil) y el crore (10 millones). Debido a esto, los números se separan de una forma peculiar, por ejemplo, el número anterior se escribiría 1.23.00.000, o sea, «un crore, veintitrés lakh y cero millares» en lugar de «doce millones trescientos mil».
En China y Japón se separan los números grandes en grupos de cuatro cifras, debido a que tienen palabras especiales para las potencias de diez mil, y no para potencias de mil. En la expresión se pueden mezclar los números arábigos con los caracteres tradicionales chinos para las potencias de 10 000, y así el número anterior se podría escribir 1230万0000, o 1230,0000.